# Michał Józef Olszewski
Michał Józef Olszewski, uváděn též jen jako Michał Olszewski (19. září 1868 Lusławice – 15. září 1924 Jaworznik), byl rakouský agrární politik polské národnosti z Haliče, na počátku 20. století poslanec Říšské rady.

## Biografie
Od jejích počátků byl členem Polské lidové strany (Polskie Stronnictwo Ludowe).
Na počátku století se zapojil i do celostátní politiky. Ve volbách do Říšské rady roku 1901 byl zvolen za kurii venkovských obcí, obvod Bochnia, Brzesko. Ve volbách do Říšské rady roku 1907 mandát, konaných již podle všeobecného a rovného volebního práva, obhájil mandát (obvod Halič 42). K roku 1901 se profesně uvádí jako majitel statku. V parlamentu byl členem frakce Polský klub a působil jako tajemník klubu Polské lidové strany.
V letech 1907–1908 redigoval list Gazeta Chłopska. V něm vedl kritický kurz proti usmiřovací politice Polské lidové strany vůči haličským konzervativcům. Nakonec se ale sám přiklonil k myšlence dohody s konzervativci, kterou v roce 1908 prosadil spolu s Janem Stapińskim. Vystupoval proti národním demokratům Władysława Dębského. Když se Polská lidová strana rozpadla, přešel do formace Polskie Stronnictwo Ludowe – Zjednoczenie Niezawisłych Ludowców Jana Stapińského a následně do Stapińským vedené strany Polskie Stronnictwo Ludowe Lewica. Psal články do stranického listu Przyjaciel Ludu. Byl členem okresního výboru a okresní školní rady v Brzesku. Za světové války se stáhl z politického života. Nadále ale psal pro noviny Przyjaciel Ludu a angažoval se v rolnické organizaci Związek Chłopski.